# Hebron (Dakota du Nord)
Pour les articles homonymes, voir Hebron.
La ville de Hebron (en anglais [ˈhiːbrən]) est située dans le comté de Morton, dans l’État du Dakota du Nord, aux États-Unis. Lors du recensement de 2020, sa population s’élevait à 678 habitants.

## Histoire
Hebron a été fondée en 1885 et tire son nom de la ville palestinienne d'Hebron. Les premiers colons s'y étant installés étaient originaires de Crimée.

## Démographie
| 1910 | 1920  | 1930  | 1940  | 1950  | 1960  |
| ---- | ----- | ----- | ----- | ----- | ----- |
| 597  | 1 374 | 1 348 | 1 267 | 1 412 | 1 340 |

| 1970  | 1980  | 1990 | 2000 | 2010 | - |
| ----- | ----- | ---- | ---- | ---- | - |
| 1 103 | 1 078 | 888  | 803  | 747  | - |

## Source
- (en) Cet article est partiellement ou en totalité issu de l’article de Wikipédia en anglais intitulé « Hebron, North Dakota » (voir la liste des auteurs).